# Mohammad Beheshti
Mohammad Beheshti (persiska: محمد حسینی بهشتی), född 24 oktober 1928 i Isfahan, Persien, död 28 juni 1981, var en iransk ayatollah, seyyed, politiker, islamist, generalsekreterare i det Islamiska Republikanska Partiet (IRP) och ledare av den islamiska republiken Irans domstolsväsen. Han blev mördad tillsammans med över 70 andra medlemmar från IRP.

## Biografi
Mohammad Beheshti studerade både vid universitetet i Teheran och under Allameh Tabatabaei i Qom.
Mellan 1960 och 1965 ledde han det islamiska centret i Hamburg, där han var ansvarig för det andliga ledarskapet för religiösa iranska studenter i Tyskland och Västeuropa. I Hamburg arbetade han också tillsammans med Mohammad Khatami och var bland dem som påverkade honom. Sedan början av 1960-talet var Beheshti involverad i aktiviteter mot shahens styrelse och blev flera gånger arresterad av shahens hemliga polis SAVAK.
Efter den iranska revolutionen blev han en av de ursprungliga medlemmarna i revolutionsrådet i Iran och blev snart också dess ordförande. I det första post-revolutionära iranska parlamentet, ledde han IRP tillsammans med Ali Akbar Hashemi Rafsanjani. Hans avsikt var också att ställa upp i det första presidentvalet, men han ändrade sig när Ayatollah Ruhollah Khomeini uttalat att han föredrog icke-troslärda som presidenter. 
Beheshti dog i ett attentat den 28 juni 1981 då en bomb exploderade under en partikonferens. Den officiella och mest sannolika teorin är att bomben var utplacerad av Folkets mujahedin som vid den tiden utförde en serie attentat mot den islamiska republikens ämbetsmän. En populär konspirationsteori i Iran är att Rafsanjani var ansvarig, baserat på att han ska ha lämnat mötet bara några minuter innan explosionen.